# 承淡安
承淡安（1899年9月13日—1957年7月10日），原名澹盫（澹庵），又名啟桐、秋悟，江苏江阴人，针灸专家，澄江针灸学派的创始人。曾任第二屆全國政協委員。

## 生平
承淡安生於江苏江阴华士镇，少时起便随父习医，曾在苏州、无锡等地行医。1917年，拜瞿簡莊為師，精通內外兒科，尤精針灸。1929年创办中国针灸学研究社，后又出版了中国最早的针灸专业杂志《针灸杂志》，开创了澄江针灸学派。1934年至1935年间曾赴日本考察针灸研究状况。回国后以研究社为基础创办中国针灸讲习所、针灸疗养院。1937年讲习所改名为中国针灸医学专门学校。
中华人民共和国成立后，出任江苏省中医进修学校（南京中医药大学前身）校长、中华医学会副会长等职。1955年当选中国科学院生物学地学部学部委员（院士）。1957年7月10日逝世。

## 著作
《中國針灸治療學》，《傷寒論新注》。

## 師承弟子
師承于父親和瞿簡莊，弟子有楊甲三，等。

## 其他
- 中醫
- 针灸
- 中国针灸治疗学
- 蒲辅周
- 施今墨
- 錢伯煊
- 西苑醫院